# Bibliothekartag
Bibliothekartage oder Bibliothekstage sind Tagungen und zentrale Fortbildungsveranstaltungen von im Bibliothekswesen Beschäftigten.
Die größte Veranstaltung dieser Art im deutschsprachigen Raum ist die BiblioCon, vor 2023 bekannt als Deutscher Bibliothekartag.

## Deutschland

### Bibliothekartag

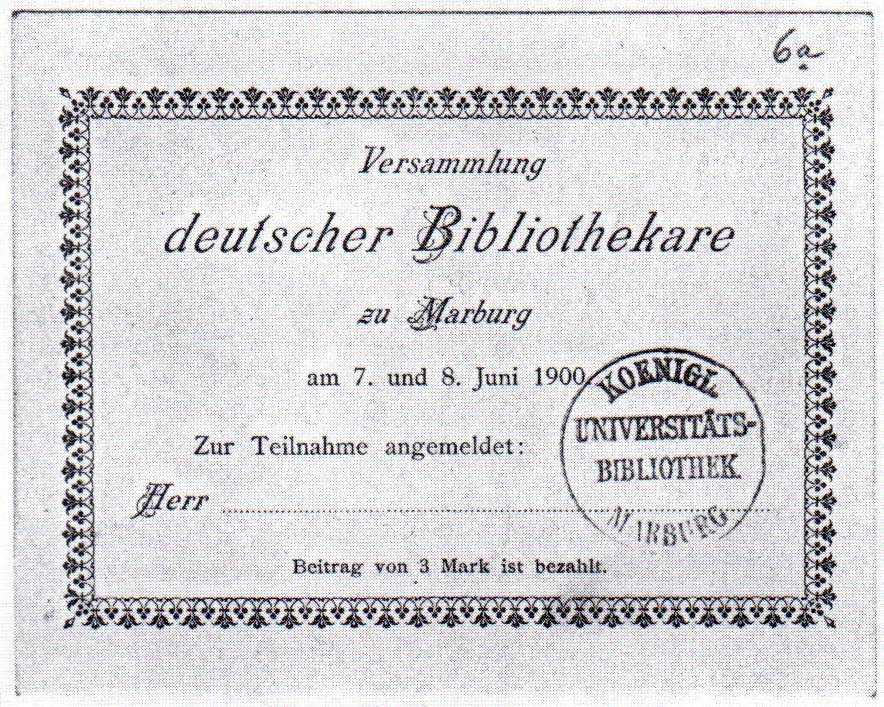
Teilnehmerkarte des 1. Deutschen Bibliothekartags, Marburg 1900

Der erste deutsche Bibliothekartag fand auf Anstoß von Karl Dziatzko 1897 in Dresden als Deutsche Bibliotheksversammlung statt. Als Deutscher Bibliothekartag firmiert die seit 1900 jährlich (mit Unterbrechungen) stattfindende Versammlung der Bibliothekare in Deutschland. Ursprünglich auf die Bibliothekare an wissenschaftlichen Bibliotheken beschränkt, sind inzwischen auch die Öffentlichen Bibliotheken einbezogen. Veranstalter sind der Verein Deutscher Bibliothekarinnen und Bibliothekare und der Berufsverband Information Bibliothek. Der Deutsche Bibliothekartag findet jährlich an wechselnden Orten statt, der erste wurde 1900 in Marburg organisiert, bis 1940 noch unter dem Namen Versammlung deutscher Bibliothekare. Er ist die größte nationale Fortbildungsveranstaltung für alle im Bibliotheks- und Informationswesen Beschäftigten im deutschsprachigen Raum.
Seit einigen Jahren lässt der Deutsche Bibliotheksverband seine Jahrestagung im Rahmen des Deutschen Bibliothekartages stattfinden. Zusätzlich findet in jedem dritten Jahr der Kongress für Information und Bibliothek („Bibliothekskongress“) statt, der von der Vereinigung Bibliothek & Information Deutschland organisiert wird und der gleichzeitig der Bibliothekartag im jeweiligen Kalenderjahr ist. Die ersten acht Bibliothekskongresse fanden am Veranstaltungsort Leipzig teils als so genannter "Leipziger Kongress der BID" statt. Der neunte Bibliothekskongress im Jahr 2025 wird in Bremen und damit erstmalig nicht in Leipzig stattfinden.

#### Archiv
Seit 1999 werden die Webseiten zurückliegender Bibliothekartage in einem Archiv auf dem Portal zu den Bibliothekartagen gespeichert.
Die Vortragsfolien der Bibliothekartage werden, sofern die Autoren dem zustimmen, seit 2001 auf dem OPUS-Server des Berufsverbands Information Bibliothek veröffentlicht.
Der Bibliothekartag, der im Jahr 2020 in Hannover geplant war, musste wegen der Maßnahmen zur Bekämpfung der Corona-Pandemie abgesagt werden.

#### Name
Von 1900 bis 1939 hieß die Veranstaltung Versammlung Deutscher Bibliothekare (oder auch Versammlung des Vereins Deutscher Bibliothekare); seither Deutscher Bibliothekartag, wobei Bibliothekar hier nur als generischer Wortstamm des  verkürzten Plurals anzusehen sei. In Zeitungsartikeln sind die Bezeichnungen Deutscher Bibliothekartag und Deutscher Bibliothekarstag bereits 1903 nachweisbar.
Seit 2011 gab es die Diskussion um einen geschlechtergerechten Namen für das Branchentreffen. Im Juni 2021 gab es im Anschluss an den 109. Bibliothekartag eine Petition – gerichtet an „Bib / Vdb / Bid“ – als erneuter Anlauf, eine Namensänderung zu bewirken. Darin wurde neben der fehlenden Repräsentanz aller Geschlechter auch die fehlende Repräsentanz aller Berufsgruppen kritisiert, die an der Tagung teilnehmen. Vorgeschlagene Namen aus einer Diskussion in der Mailingliste Inetbib waren unter anderem Bibliothekentag, Bibliothekskongress, Bibliothekstag, Bibliothekswelt, bibtag und bibkonf.
Ab dem Jahr 2023 findet die Veranstaltung daraufhin unter dem Namen BiblioCon statt.

### Weitere Tagungen
Neben dem Deutschen Bibliothekartag und dem Kongress für Information und Bibliothek gibt es eine Reihe kleinerer Veranstaltungen mit vergleichbarer Zielgruppe und Themen; dazu zählen unter anderem regionale Bibliothekstage einzelner Bundesländer, die INETBIB-Tagung, das BibCamp, die seit 2020 stattfindende #vBIB und die jährlichen Konferenzen der einzelnen Bibliotheksverbünde.

## Österreich
1926 fand anlässlich des 200-jährigen Bestehens der Wiener Nationalbibliothek der Deutsche Bibliothekartag in Wien statt.
Der Österreichische Bibliothekartag ist die seit dem Jahr 1950 im Abstand von zwei Jahren an wechselnden Orten stattfindende zentrale Fortbildungsveranstaltung der Vereinigung Österreichischer Bibliothekarinnen und Bibliothekare. Vom zweijährigen Rhythmus musste erst zweimal abgewichen werden. So fand der 30. Österreichische Bibliothekartag mit einjähriger Verspätung 2009 statt. Der 32. Bibliothekartag erst 2015, wobei die Verschiebung dieses Bibliothekartages mit einer Petition der VÖB bezüglich der Kürzung von Bundesförderungen zur Abhaltung und Förderungen wissenschaftlicher Tätigkeiten des Verbandes einherging. 2023 fand in Innsbruck erstmalig ein Österreichischer Bibliothekskongress statt, der in Zusammenarbeit der beiden bibliothekarischen Verbände VÖB und BVÖ veranstaltet wurde.

## International
Die International Federation of Library Associations and Institutions (IFLA) veranstaltet ihre Jahrestagung „World Library and Information Congress: … IFLA General Conference and Council“ an jährlich wechselnden Orten weltweit. Die letzte IFLA-Tagung, die in Deutschland stattfand, war 2003 in Berlin.